# Kristina Antonie Fehrs
Kristina Antonie Fehrs (* 25. Juni 1981 in Hamburg) ist eine deutsche Opernsängerin (Mezzosopran).

## Karriere
Fehrs studierte Bühnen- und Konzertgesang an der Musikhochschule Lübeck bei Günter Binge und an der Universität für Musik zu Wien bei Leopold Spitzer. Ihr Diplom erhielt die Sängerin 2010. Noch während ihres Studiums wurde sie an die Oper Kiel engagiert und sang dort unter Reinhard Goebel die zweite Hexe in Dido und Aeneas.
Es folgten Rollen bei den Eutiner Festspielen, Charlotte in Die Großherzogin von Gerolstein (2009) und Annina in La traviata (2010). In den Spielzeiten 2010/11 sowie 2011/12 war sie an der Oper Graz engagiert und sang dort sämtliche lyrische Mezzo- und Altpartien, darunter Siebel in Faust, Sonjetka in Lady Macbeth von Mzensk, die erste Magd in Elektra, Anna Kennedy in Maria Stuarda und eine Hexe in Dido und Aeneas. In den folgenden Spielzeiten wurde die Mezzosopranistin am Theater Lübeck engagiert, am Theater Regensburg sowie in zahlreichen Produktionen erneut an der Oper Kiel. Sie arbeitete mit namhaften Regisseuren wie Matthias Hartmann, Marco Marelli, Johannes Erath, Stefano Poda und Michiel Dijkema zusammen. In Peter Konwitschnys Inszenierung von La traviata gab sie die Flora in der Premierenbesetzung.
Seit der Spielzeit 2015/16 ist Kristina Antonie Fehrs festes Mitglied im Chor der Sächsischen Staatsoper. Ihr Konzertrepertoire umfasst neben zahlreichen Liedern, Messen und Kantaten, Bachs Weihnachtsoratorium, Händels Messiah, Paulus und Elias von Mendelssohn, die Petite Messe solennelle von Rossini und die Alt-Rhapsodie von Brahms. Neben ihrer Tätigkeit als Sängerin moderiert die Künstlerin klassische Galakonzerte. Kristina Antonie Fehrs ist die Schwester von Henrike Fehrs.

## Diskografie
- Die schönsten Lieder aus großen Disney Filmen (Karussel)
- Hagadah, Paul Dessau (Capriccio)
- Frohe Weihnachten (JBR)
- Der weiße Nebel wunderbar (Junge Oper Lübeck e.V.)